# Castle Close

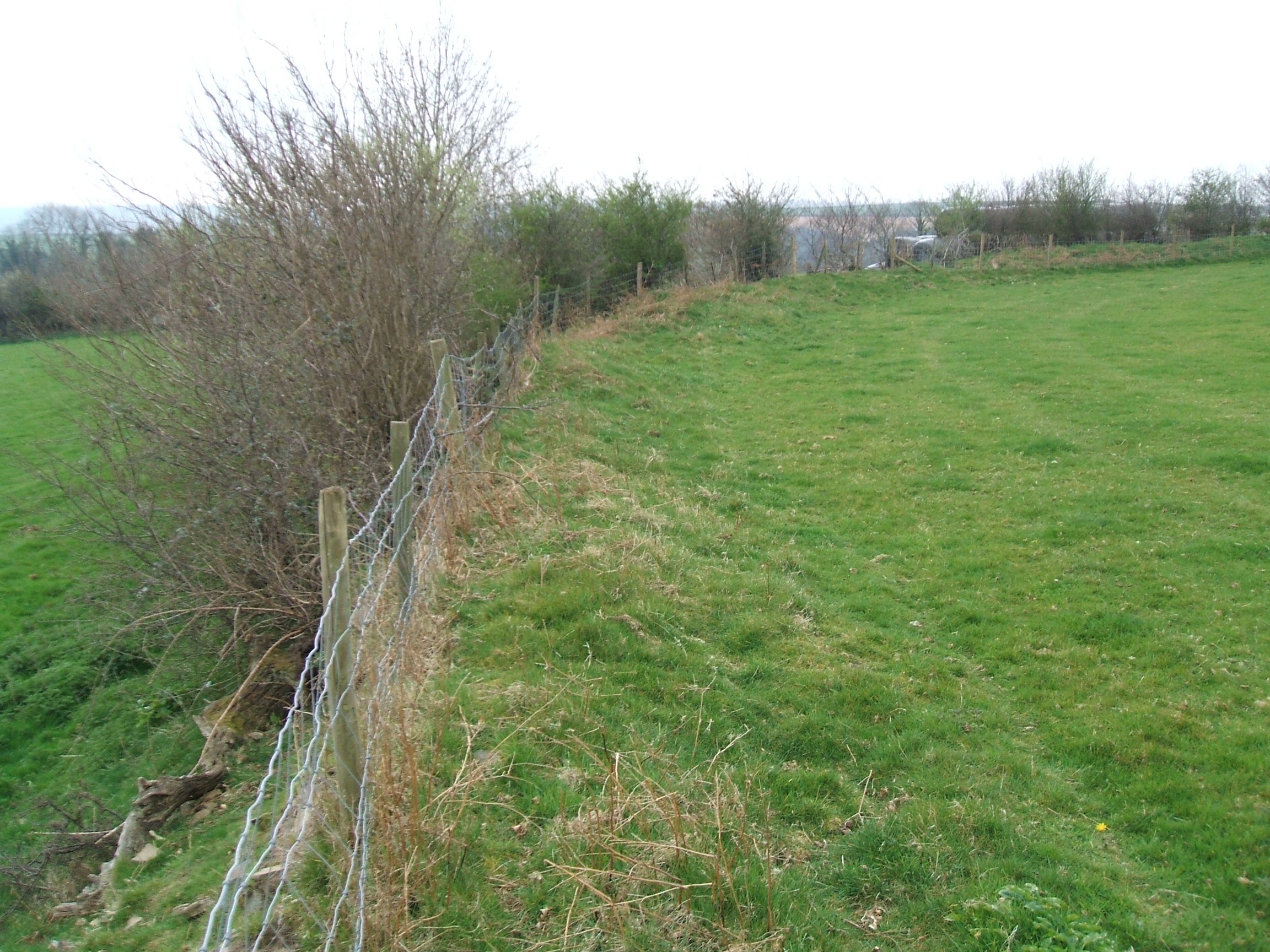
Castle Close

Castle Close ist ein Erdwerk oder ein Hillfort der Eisenzeit beim Dorf Studleigh in der englischen Grafschaft Devon. Die runden Erdwälle lietgen etwa 208 Meter über dem Meeresspiegel sind auf Karten als Siedlung bezeichnet.
Zwar sind die Wälle nicht so deutlich ausgeprägt wie andere in der Nähe, z. B. Huntsham Castle, Cranmore Castle und Cadbury Castle, zeigen aber doch die typische Form einer eisenzeitlichen  Einfriedung. Die genannten Hillforts kann man von der Mitte des Castle Close aus sehen, was darauf hinweist, dass sie alle zur selben Zeit genutzt wurden.